# Sinfonie Scacchistiche
Sinfonie Scacchistiche è un trimestrale d'informazione riguardante la problemistica scacchistica, ed è l'organo ufficiale dell'Associazione problemistica italiana.

## Storia
Fu fondato dal problemista Gino Mentasti nel 1965, che ne assunse la direzione. Nel 1995 gli subentrò Salvatore Gallitto, ma la rivista cessò le pubblicazioni due anni dopo. 
Nel 2011 la testata venne rifondata e ricominciò a essere pubblicata, sempre a cadenza trimestrale.
Al 2025, la rivista è gestita dal redattore Valerio Agostini e dal direttore tecnico API Antonio Garofalo.
Pubblica problemi diretti, automatti, aiutomatti, studi e problemi eterodossi, organizzando tornei a cadenza annuale o biennale.